# Мезенская улица (Москва)
Мезе́нская улица — бывшая (упразднённая) улица на северо-востоке Москвы, в Лосиноостровском районе Северо-восточного административного округа. Находилась между Тайнинской и 2-й Напрудной улицей. На неё выходила Оборонная улица. Сейчас представляет собой внутриквартальный проезд без названия.

## История
В составе бывшего города Бабушкин называлась улица Энгельса. После включения в Москву для устранения одноимённости в 1964 году переименована в Мезеньскую улицу по реке Мезень, впадающей в Белое море. В 1980-х годах название исправлено на Мезенская улица. Название связано с расположением улицы на севере Москвы. С 1986 года улица упразднена, однако продолжает отображаться на многих картах. В справочнике «Улицы современной Москвы» и в Общемосковском классификаторе улиц Москвы не числится.